# Åmål–Årjängs Järnvägsaktiebolag
Die Åmål–Årjängs Järnvägsaktiebolag (ÅmÅJ) war eine schwedische Aktiengesellschaft.

## Geschichte
Die Gesellschaft wurde am 8. April 1916 gegründet, um die Bahnstrecke Åmål–Årjäng zu bauen. Der Gründung waren jahrelange Diskussionen über den Streckenverlauf vorangegangen. Bereits gegen Ende der 1880er Jahre wurde der Anschluss von Åmål an das Eisenbahnnetz das erste Mal besprochen.
Ein paar Jahre später sollte die Schmalspurbahn Uddevalla–Lelångens Järnväg (ULB) von Bengtsfors zur Nordvästra stambanan nach Åmotsfors verlängert werden. Die Konzession für diesen Vorschlag wurde am 9. Juni 1906 beantragt, vom König kam jedoch keine Antwort. So wurden im Laufe der Jahre weitere Vorschläge gemacht:
- Vorschlag vom 9. Juni 1906: Bengtsfors–Fölsbyn–Åmotfors, schmalspurig – Vorschlag von Interessengruppen, die den Anschluss an die Lelångenbanan favorisierten.
- Vorschlag vom 23. April 1910: Åmål–Stömne–Ottebol oder Arvika, normalspurig – Vorschlag von Interessengruppen, unter anderem aus Glava, Säffle und Åmål.
- Vorschlag vom 9. September 1911: Bengtsfors–Fölsbyn–Arvika, schmalspurig – Vorschlag von Interessenten aus Arvika, die den Endpunkt in Arvika anstatt in Åmotfors wollten.
- Vorschlag vom 18. Dezember 1911: Åmål–Arjang–Arvika, normalspurig – Vorschlag von Interessengruppen in Åmål und Sillerud. Dieser Vorschlag kam letztendlich zur Ausführung.
- Vorschlag vom 5. Juni 1912: Bengtsfors–Arjang–Åmotfors oder Arvika, schmalspurig – Vorschlag von Interessengruppen aus den beiden vorangegangenen Vorschlägen.
- Vorschlag vom 15. April 1912: Mellerud–Arjang–Arvika, normalspurig – Vorschlag von Interessenten, die die Dal–Västra Värmlands Järnväg bauten.

Nach einer fast ein Jahr lang dauernden Untersuchung kam am 11. Oktober 1913 eine Stellungnahme zu den verschiedenen Vorschlägen. Es wurde eine normalspurige Strecke Mellerud–Årjäng–Arvika mit einer Zweigbahn nach Töcksfors empfohlen. Zugleich wurde auch einem Vorschlag für eine normalspurige Bahn Åmål–Årjäng–Arvika mit der Maßgabe, dass die Strecke nur zwischen Åmål und Arjang gebaut werden darf, zugestimmt. Am 1. Februar 1916 wurde ein Kostenvoranschlag mit 4,25 Millionen Kronen vorgelegt. Diese Zahl enthielt keine Fahrzeugkosten, weil man annahm, dass Bergslagernas Järnvägar (BJ) die Strecke mit ihren Fahrzeugen bedienen würde. Zudem erwartete man, dass die BJ für den Anschluss am Bahnhof Åmål 20.000 Kronen bezahlen würde.
Gegenüber der ursprünglichen Route zwischen Hallanda und Norane war man vom ersten Entwurf abgewichen. Nach Anfragen aus Långserud wurde auch die Zweigbahn von Hallanda nach Kättilsbyn wegen der Gleisradien und dem Höhenunterschied neu in die Planungen aufgenommen. Damit konnte man den geplanten Kreuzungspunkt Myrås nicht realisieren. Zudem plante man für die Zukunft eine Strecke von Kättilsbyn in nordwestlicher Richtung zum Glafsfjorden. Dadurch verlängerte sich die zu bauende Strecke von 68,89 km auf 72,42 km.
Es zeigte sich allerdings bald, dass die BJ nicht an einem Anschluss der ÅmÅJ im Bahnhof Åmål interessiert war. Deshalb waren erneut Änderungen der Planungen notwendig: Die Bahn sollte die Strecke der BJ 500 Meter südlich der BJ-Station überqueren. Es musste ein eigener Bahnhof – Åmål Östra – geplant und gebaut werden. Ferner waren ein Lokschuppen, eine Drehscheibe und ein Wasserturm notwendig, weil BJ auch die Fahrzeuge für die zukünftige Strecke nicht stellen wollte. Weiter wurde die Anlage einer Haltestelle in Kroppa mit einer Stichbahn nach Forsbacka kronopark geplant. Damit stiegen die auch die vorher veranschlagten Gesamtkosten erheblich. Die neue Kalkulationssumme betrug 4.365 000 Kronen. Dafür erhielt die Gesellschaft ein staatliches Darlehen über 3.273.750 Millionen Kronen. Das Geld wurde aus dem so genannten Bibane Fonds (Nebenbahn-Fond) entnommen.
Der Bahnbau begann sehr langsam, die Strecke sollte aber für den allgemeinen Verkehr am 1. Oktober 1919 eröffnet werden. Während des Ersten Weltkrieges war es schwierig, Kapital zu erhalten und so verstrich dieser Termin. In den folgenden Jahren stiegen die Preise, erst 1921 half der Staat beim Bau durch ein Arbeitsmarktprojekt, welches damals Nothilfearbeiten (nödhjälpsarbeten) genannt wurde. Johan Hallmén wurde 1922 Direktor der Gesellschaft und Bauleiter. 1928, als die Bahn eröffnet wurde, wurde er zusätzlich Verkehrsdirektor.
Der genehmigte Plan, die Strecke über Kättilsbyn zu führen, ließ sich auf Grund der dadurch entstehenden enormen Mehrkosten nicht verwirklichen. Deshalb beantragte man die Rückkehr zum ursprünglichen Plan und baute nach der veränderten Konzession vom 11. Juli 1924 die Strecke zwischen Hallanda und Norane. Diese Genehmigung forderte aber eine vier Kilometer lange Nebenstrecke zwischen Hallanda und Kättilsbyn.
Da man anfangs dachte, BJ würde die Fahrzeuge für die Strecke stellen, hatte man im Hinblick auf die baldige Eröffnung einer Teilstrecke keine Fahrzeuge und auch kein Geld für eine Beschaffung. Deshalb musste für den Kauf von Fahrzeugen ein erneuter Kredit von 175.000 Kronen aufgenommen werden. Zwischen dem 22. November 1927 und dem 2. Dezember 1928 wurde die Strecke in Teilabschnitten dem Betrieb übergeben. Ein erneuter Kredit in Höhe von 183.000 Kronen wurde für die Hafenbahn zwischen Åmål und Örnäs aufgenommen. Bereits seit 1909 war über diesen Abschnitt verhandelt worden, die am 8. April 1927 beantragte Konzession und der Kreditbetrag wurden am 12. April 1929 genehmigt, am 19. April 1929 erfolgte vom König die Anweisung, dass die Strecke von der ÅmÅJ zu betreiben sei. Diese wurden am 22. Dezember 1930 eröffnet.
Nunmehr ergaben die Berechnungen, dass die von der ÅmÅJ mit 4,365 Millionen Kronen geplanten Kosten nach elf Jahren Bauzeit mit den ausgegebenen 7.693.296 Kronen und 69 Öre deutlich überschritten worden waren. Jetzt zeichnete sich ab, dass die Bahn niemals rentabel betrieben werden könne und eine Rückzahlung der Kredite nicht möglich sei.
Die Insolvenz war unvermeidlich, am 1. Juli 1932 musste die Gesellschaft ihre Zahlungsunfähigkeit anmelden. Im Mai 1932 waren schon die ersten Gespräche mit der SJ hinsichtlich einer Übernahme geführt worden. Die Versteigerungsverhandlung wurde für den 23. Januar 1933 angesetzt. In der Zwischenzeit wurde der Personenverkehr auf dem Abschnitt Hallanda–Kättilsbyn am 5. September 1932 eingestellt. Im November 1932 teilte die SJ mit, dass sie die ÅmÅJ nicht übernehmen werde. Danach wurde mit Bergslagernas Järnvägar (BJ) verhandelt, um eine Übernahme zu erreichen. Man schloss einen Dreijahresvertrag mit der BJ ab, in dessen Folge die den Güterverkehr übernahm. Obwohl die Anliegergemeinden große Anstrengungen machten, dass der Personenverkehr auch von BJ übernommen wird, gelang dies nicht. Ab dem 20. April 1933 betrieb BJ auf der Strecke der ÅmÅJ den Güterverkehr. Bis zum 1. November 1936 gab es keinen Personenverkehr auf der Schiene.
Im Sommer 1933 untersuchten die Präsidenten des Schwedischen Eisenbahnerverbandes  und des Schwedischen Lokführerverbandes  Carl August Ehrlin und Carl Viksten die Voraussetzungen, die Wiederaufnahme des Gesamtverkehrs zu erreichen. Am 22. Oktober 1933 präsentierten sie den Bericht über den möglichen Verkehr auf der Strecke Åmål–Årjäng, der auf der Gründung einer neuen Gesellschaft beruhte.
Noch während des laufenden Dreijahreszeitraumes verhandelte das Amt für Staatsverschuldung erneut mit der BJ. Diese Gespräche endeten mit dem Ergebnis, dass die BJ die ÅmÅJ zum 1. Januar 1937 für den Preis von 438.000 Kronen übernahm. BJ nahm den Gesamtverkehr aber bereits am 1. November 1936 wieder auf. Dafür wurden von Nydqvist & Holm in Trollhättan die beiden Dieseltriebwagen BJ 52 und BJ 53 beschafft.
Die ÅmÅJ sowie die Dal–Västra Värmlands Järnvägsaktiebolag (DVVJ) wurden mit Wirkung vom 1. September 1937 in eine neue Tochtergesellschaft der BJ, in die Järnvägsaktiebolaget Dal–Västra Värmland (DVVJ), überführte. Damit wurde die ÅmÅJ praktisch ein Teil der Järnvägsaktiebolaget Dal–Västra Värmland.